# مییانی
مییانی (به صربی: Mijani) یک منطقهٔ مسکونی در صربستان است که در پریژپولجه واقع شده‌است. مییانی ۲۵ نفر جمعیت دارد.